# Saud Kariri
Saud Ali Kariri (en árabe: سعود علي كريري‎; Jizán, Arabia Saudita, 8 de julio de 1980) es un exfutbolista saudí que jugaba en la posición de centrocampista.

## Clubes
| Club                         | País           | Año       |
| ---------------------------- | -------------- | --------- |
| Al-Qadisiyah Football Club   | Arabia Saudita | 2000-2003 |
| Al-Ittihad Jeddah Club       | Arabia Saudita | 2003-2013 |
| Al-Hilal Saudi Football Club | Arabia Saudita | 2013-2016 |
| Al-Shabab Club               | Arabia Saudita | 2016-2018 |